# هیوز ایکس‌اچ-۱۷
هیوز ایکس‌اچ-۱۷ (به انگلیسی: Hughes XH-17) ملقب به جرثقیل پرنده نخستین پروژه بالگرد در شرکت هیوز هلیکوپترز زیرگروه شرکت هواپیماسازی هیوز بود. از این بالگرد تنها یک نمونهٔ آزمایشی ساخته شد و بخشهای زیادی از پروژه از محصولات آماده برگرفته شده بود. چرخ جلوی این بالگرد از نورث امریکن بی-۲۵ میتچل و چرخهای عقب آن متعلق به داگلاس سی-۵۴ اسکای‌مستر بود. باک سوخت آن متعلق به بوئینگ بی-۲۹ سوپرفورترس و کابین خلبان متعلق به یک گلایدر به نام Waco CG-15 بود. این پروژه برچیده شد و هیچ محصولی از روی آن تولید انبوه نشد.

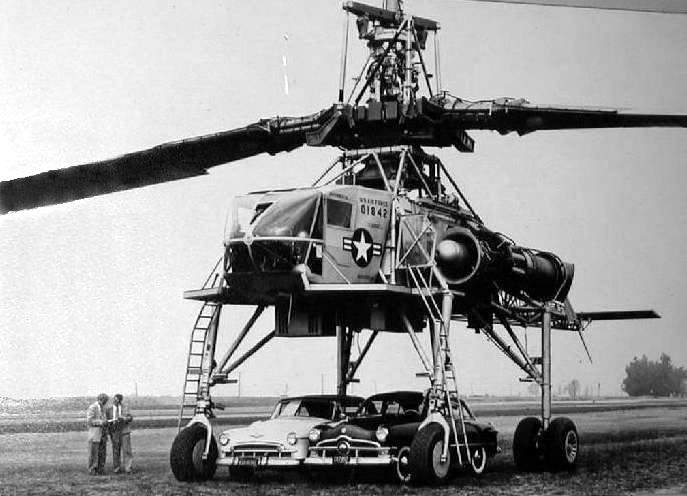
XH-۱۷

## مشخصات
داده‌ها از McDonnell Douglas aircraft since 1920 Vol.2
ویژگی‌های عمومی
- خدمه: 3 (pilot, mechanic and in-flight test engineer)
- ظرفیت: demonstrated loads up to ۱۰٬۲۸۴ پوند (۴٬۶۶۵ کیلوگرم) were carried
- طول: ۵۳ فوت ۳٫۶ اینچ (۱۶٫۲۴۶ متر)
- ارتفاع: ۳۰ فوت ۱٫۲ اینچ (۹٫۱۷۴ متر)
- وزن خالی: ۲۸٬۵۶۲ پوند (۱۲٬۹۵۶ کیلوگرم)
- وزن ناخالص: ۳۱٬۲۷۰ پوند (۱۴٬۱۸۴ کیلوگرم)
- بیشترین وزن برخاست: ۴۳٬۵۰۰ پوند (۱۹٬۷۳۱ کیلوگرم)
- ظرفیت سوخت: ۶۳۵ گالون آمریکایی (۵۲۹ گالون بریتانیایی؛ ۲٬۴۰۴ لیتر) (Boeing B-29 bomb-bay tank)
- پیشرانه: ۲ عدد gas generators General Electric 7E-TG-180-XR-17A, ۳٬۴۸۰ اسب بخار (۲٬۶۰۰ کیلووات)  در هر موتور combined predicted gas poer output, with rotor turning at 88 rpm
- قطر روتور اصلی:  ۱۳۰ فوت (۴۰ متر)
- مساحت روتور اصلی: ۱۳٬۲۷۴٫۹۵ فوت مربع (۱٬۲۳۳٫۲۸۳ متر مربع)

عملکرد
- حداکثر سرعت: ۹۰ مایل بر ساعت (۱۴۰ کیلومتر بر ساعت، ۷۸ گره) at ۸٬۰۰۰ فوت (۲٬۴۳۸ متر)
- سرعت کروز: ۸۵ مایل بر ساعت (۱۳۷ کیلومتر بر ساعت، ۷۴ گره)
- بُرد: ۳۰ مایل (۴۸ کیلومتر، ۲۶ مایل دریایی) with ۱۰٬۲۸۴ پوند (۴٬۶۶۵ کیلوگرم) payload
- حداکثر ارتفاع: ۱۳٬۱۰۰ فوت (۴٬۰۰۰ متر)
- نرخ صعود: ۱٬۶۵۰ فوت بر دقیقه (۸٫۴ متر بر ثانیه)
- بارگیری دیسک: ۲٫۴ پوند بر فوت مربع (۱۲ کیلوگرم بر متر مربع)
- توان به وزن|توان/جرم: ۰٫۱۱۱ horsepower per pound (۰٫۱۸۲ kilowatts per kilogram)